# Albertita
Albertita é um tipo de asfalto encontrado no Condado de Albert, Nova Brunswick, Canadá. É um tipo de hidrocarboneto sólido.
A albertita tem uma variedade de tons de preto brilhante, e é menos solúvel na terebentina do que o asfalto comum. Inicialmente o querosene era refinado a partir da albertita. Foi estudada primeiramente pelo geólogo de Nova Brunswick, Abraham Gesner, que tinha ouvido histórias de pedras que queimavam na região.

## Formação
A albertita é formada a partir do xisto betuminoso, que depois é transformado em asfalto líquido. Segue-se o processo de formação:
- Produção de óleo cru (petróleo) a partir de rochas reservatório (no caso do xisto betuminoso de Albert Mines);
- Aprisionamento do petróleo em uma dobra anticlinal;
- Vazamento gradual de petróleo através da rocha de cobertura pouco permeável;
- Óleos leves são libertados mais facilmente, deixando os resíduos betuminosos de alcatrão, asfaltanos e assim por diante;
- Eventualmente, os hidrocarbonetos mais leves são totalmente removidos, deixado o sólido resíduo, que no caso é a albertita.

## Ocorrência
O nome albertita é proveniente do Condado de Albert, Nova Brunswick, onde foi primeiramente encontrada. A ocorrência na área que se tornou conhecida como Albert Mines existia como uma série de veios divergentes que eram alojados no núcleo de um fecho anticlinal de uma dobra. Era erroneamente descrita como carvão. Os geólogos do século XIX estavam confusos com este "carvão" que aparentemente veio para diferir do estrato geológico da área, já que eles não entendiam a natureza da rocha reservatório do xisto betuminoso, nem o fato da albertita ser essencialmente asfalto solidificado.